# Serra dos Pacaás Novos

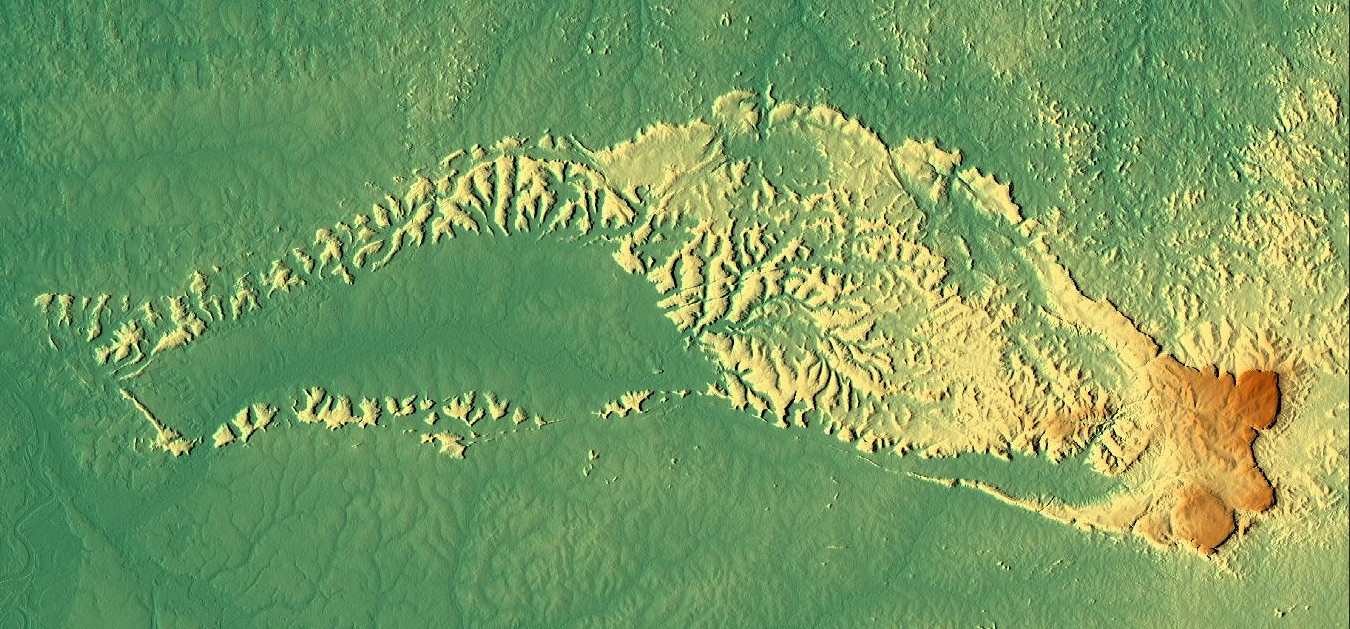
Mapa topográfico da Serra dos Pacaás Novos

A Serra dos Pacaás Novos é uma formação do relevo brasileiro, localizada em Rondônia.